# MiG Alley

Carte montrant la localisation de la « MiG Alley ».

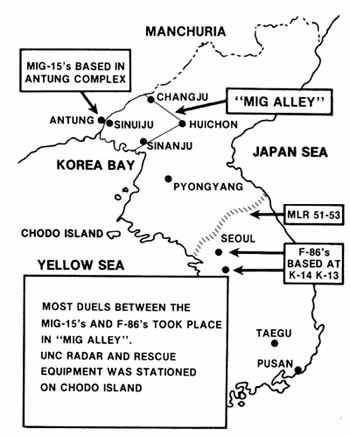
Carte indiquant les bases aériennes et la « MiG Alley ».

L'allée des MiG, ou  MiG Alley en anglais,  est le surnom donné, durant la guerre de Corée, par les pilotes américains à une région de la Corée du Nord près du fleuve Yalou particulièrement propice aux combats aériens entre l'US Air Force et la Corée du Nord et ses alliés. Les appareils en combat étaient généralement des North American F-86 Sabre côté américain et des Mikoyan-Gourevitch MiG-15 côté coréen.

## Participation soviétique

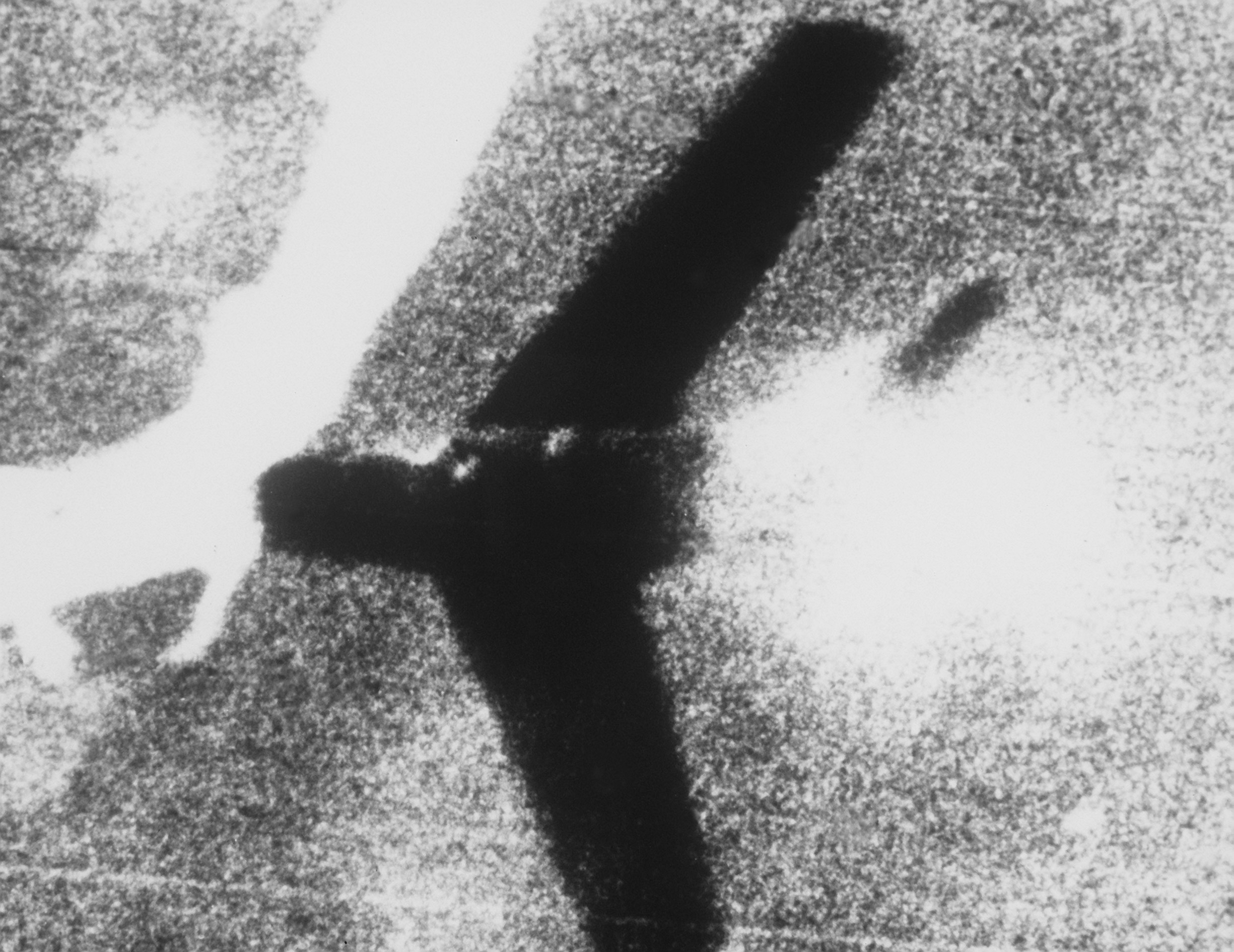
MiG-15 soviétique ou nord-coréen touché par un F-86 dans la MiG Alley.

Depuis de nombreuses années, la participation de l'armée de l'air soviétique dans la guerre de Corée a été largement soupçonnée par les forces des Nations unies mais toujours niée par l'URSS. Avec la fin de la guerre froide, toutefois, les pilotes soviétiques qui ont participé dans le conflit ont commencé à révéler leur rôle. Leur arrivée est due aux médiocres performances de leurs alliés chinois, nord-coréens pourtant équipés d'excellents MiG-15. Elle effectue plus de 125 000 sorties de combat et perdra 315 MiG-15 et 120 pilotes dans ce conflit toutes causes confondues. Ainsi, si l'on regarde les chiffres de victoires des 60 premiers as soviétiques, il se monte à 500. Deux as comptabilisent plus de 20 victoires. La force des pilotes venait de leur avion mais aussi de leur formation et de leur agressivité. Ceci s'est vu le 12 avril 1951, lors du jeudi noir, où un groupe de 36 bombardiers B-29 escortés par une centaine de chasseurs est assaillis par une trentaine de MiG-15 qui en abattent 12, en font s'écraser 3 et en endommagent 3. Pendant plusieurs mois les Américains cessent les bombardements au niveau du fleuve Yalou.
Les aéronefs soviétiques étaient ornés des couleurs de la Corée du Nord ou de la République populaire de Chine et les pilotes portaient des uniformes soit nord-coréens ou des vêtements civils, afin de dissimuler leur origine. Pour les communications radio, chaque pilote recevait une carte avec des mots en coréen pour les différents termes de vol énoncés phonétiquement en caractères cyrilliques.
Les régiments de MiG-15 soviétiques opéraient depuis des aérodromes chinois en Mandchourie. Par conséquent, selon les règles d'engagement existantes aux États-Unis, ils ne pouvaient pas être attaqués par les forces américaines. Des troupes soviétiques de défense aérienne ont également commencé à arriver le long du Yalou, mettant en place des installations radar, des centres de contrôle au sol, des projecteurs et un grand nombre de canons anti-aériens pour dissuader toute attaque sur les aérodromes chinois.

## Bande dessinée
Il y a une bande dessinée, Duel sur Mig Alley, qui raconte l'épopée des pilotes de chasse à MiG Alley. Cet album fait partie des Aventures de Buck Danny Classic, série créée en 1947.